# Torre d'en Mornau
Torre d'en Mornau és una torre del municipi de Pau (Alt Empordà) inclosa en l'Inventari del Patrimoni Arquitectònic de Catalunya.

## Descripció
Situada al sud-oest del nucli urbà de la població, dins del Parc Natural dels Aiguamolls de l'Empordà, entre la zona dels Estanys de Pau i la Joncassa. S'hi accedeix per la carretera de Pau a Castelló d'Empúries.
Gran grup edificat format per diverses construccions adossades i aïllades, que conformen un conjunt de planta rectangular. El sector més destacat del conjunt és el sud-est. Es tracta de dos grans edificis de planta rectangular, amb coberta de quatre vents, distribuïts en planta baixa i pis. Les obertures de la planta baixa són rectangulars mentre que les del pis són d'arc de mig punt. Ambdós edificis estan adossats a una torre de planta quadrada situada a la cantonada sud-est. La torre, amb coberta de pavelló i coronada per una llanterna, presenta tres pisos d'alçada. Hi ha un portal d'arc de mig punt adovellat a la façana sud i tres finestres d'arc de mig punt de maó, a manera de galeria, al pis superior de cada façana.
En direcció sud hi ha un altre cos de planta rectangular adossat a l'anterior. Presenta coberta holandesa i al mur sud, centrat, hi ha un cos avançat a manera de tribuna o mirador amb tres finestrals actualment tapiats. Al mur oest hi ha un porxo davanter amb teulada a una vessant que presenta un gran arc rebaixat bastit amb maons disposats a plec de llibre.
Al sector nord del conjunt hi ha un gran edifici aïllat de planta rectangular, distribuït en planta baixa i pis i amb coberta a dues vessants, que presenta totes les obertures d'arc rebaixat amb els brancals pintats de color blau. Al costat oest d'aquest hi ha dues grans sitges amb forma de torre, amb el coronament emmerletat.
A la cantonada sud-oest de la finca hi ha un conjunt de cossos adossats que es correspondrien amb la zona d'habitatge de la finca. La resta són estables, corts, magatzems i pallisses.

## Història
Conjunt d'edificis que constitueixen el centre d'una gran explotació ramadera i agrícola que havia estat propietat de l'exèrcit i que més endavant fou venuda a particulars, els mateixos propietaris de Santa Maria de Penardell. Recentment ha passat a titularitat pública. Durant la postguerra l'exèrcit el va destinar a la cria de cavalls.
La restauració portada a terme a mitjans del segle XX fa ser dirigida per Pelai Martínez.